# Hajdu Pál
Hajdu Pál (olykor Hajdú, szül. Hecht, vagy Heller egyes források szerint 1905-ig Wohlberg Pinkász), írói álnevein hp., H. P., Hun Péter, Szalaván Illés (Máramarossziget, 1896. december 10. – Moszkva, kommunarkai kivégzőhely, 1938. január 10.) magyar újságíró, lapszerkesztő, a Magyarországi Tanácsköztársaság alatt a magyar Vörös Hadsereg zászlóaljparancsnoka.

## Élete
Zsidó családból származott. Édesapja, Hajdú Adolf, édesanyja, Eisenstadt Eugénia volt. Már fiatalon megismerkedett a baloldali eszmeáramlatokkal. Egyetemi hallgató korában látogatta a Galilei Kör üléseit, 1914-ben pedig belépett az MSZDP-be. Az első világháborúban zászlósként harcolt. A háború alatt vált kommunistává, s 1918-ban bekapcsolódott az antimilitarista mozgalomba. Részt vett az őszirózsás forradalomban, s belépett a KMP-be, munkatársa lett a Vörös Ujságnak. Időközben cikkeket közölt tőle az Ifjú Proletár. 1919 februárjában a kommunista párt vezetőivel együtt őt is letartóztatták, március 19-én szabadult. A Magyarországi Tanácsköztársaság alatt a Vörös Hadsereg zászlóaljparancsnoka volt. A kommün bukása után 1919. augusztus 12-én elfogták, s egy 1920. június 4-én hozott ítélet alapján a Budapesti Királyi Törvényszék "felségsértés, lázadás és (4) négy rb. izgatás tette miatt 10 (tíz) év fegyházra és 10–10 (tíz – tíz) évi mellékbüntetésre ítélte". 1922-ben a szovjet–magyar fogolycsere-akció keretein belül Szovjet-Oroszországba került. 1922-ben és 1923-ban a Kommunista Akadémia Munkásmozgalmi Tanszékének vezetője volt, később a Marx–Engels Intézetben dolgozott, mint a Németország történetével foglalkozó osztály helyettes vezetője. Később a moszkvai Lenin Iskola és a Nyugati Egyetem tanáraként működött. Kun Béla híveként a Nemzetközi Politikai Emigránsok Klubja Magyar Csoportjának vezetőségéhez tartozott, s a Sarló és Kalapács című magyar nyelvű folyóirat felelős szerkesztője (1930–1932), majd szerkesztőbizottsági tag volt (1932–1936). 1933 és 1937 között a részben általa szervezett moszkvai rádió magyar adásait vezette. 1937. november 14-én koholt vádak alapján tartóztatták le, 1938. január 10-én halálraítélték, s még aznap kivégezték. 1955. november 23-án rehabilitálták.

## Családja
Kelen József és Korvin Ottó unokatestvére volt.

## Művei
- A II. Internacionálé a proletárbíróság előtt (alcím: Hogyan vesznek részt a szocdemek a Szovjetunió-ellenes háború előkészítésében, kiadja: Internacionalista Bajtársi Szövetség, Moszkva, 1931.)[7]
- Hogyan készítik elő a háborút a Szovjetunió ellen (kiadja: A Szovjetunióban Élő Külföldi Munkások, Moszkva, 1931.)[8]
- A fellazítás kortesei (Kossuth Kiadó, Budapest, 1965.)[9]